# The Healer Who Was Banished From His Party, Is, in Fact, the Strongest
The Healer Who Was Banished From His Party, Is, in Fact, the Strongest (яп. パーティーから追放されたその治癒師、実は最強につき, Pātī kara Tsuihō Sareta Sono Chiyushi, Jitsu wa Saikyō ni Tsuki, укр. «Цілитель якого вигнали з групи насправді найсильніший») — серія ранобе, написана Кагекіноко і проілюстрована Какао Лантанумом. Вона почала публікуватися онлайн у травні 2018 року на вебсайті для самостійного розміщення романів Shōsetsuka ni Narō. Згодом її придбала компанія Futabasha, яка з січня 2019 року випустила п'ять томів у рамках свого бренду M Novels. Адаптація у вигляді манґи з ілюстраціями Міви Нарумі публікується онлайн на сайті Gaugau Monster від Futabasha з лютого 2020 року і була зібрана у дев'ять танкобонів. Аніме-адаптація у форматі телевізійного серіалу створена Studio Elle, транслювалася з жовтня по грудень 2024 року.

## Сюжет
Минуло два століття відтоді, як герой переміг злого Джарю і врятував світ. У одному з багатьох міст-лабіринтів цілителя Рауста несправедливо виганяють із його групи за те, що він нібито надто слабкий. Зазнавши зневаги з боку інших авантюристів через нову репутацію «некомпетентного», він не може приєднатися до нової групи чи створити свою і намагається знайти своє місце. У розпачі він зустрічає майстриню бойових мистецтв Нарусену, яка одразу запрошує його створити нову групу разом. Оскільки Рауст має досвід і безліч прихованих талантів, він погоджується, і, отримавши новий шанс та оновлену мотивацію, вони разом починають шлях до величі.

## Персонажі
Рауст (яп. ラウスト, Rausuto)
Сейю: Кеншо Оно
Головний герой, цілитель. Сирота, вихований у лабіринті. Коли у нього виявили здібності до лікувальної магії, його відправили до навчального закладу для цілителів, але через те, що він міг використовувати лише заклинання «Зцілення», його вигнали. Проживає в місті-лабіринті Маатат. У попередній групі, через те що він був сиротою, його не вважали повноцінним авантюристом. Незважаючи на роль цілителя, його використовували як приманку для монстрів. У дитинстві врятував маленьку Нарусену від монстра. Вона пообіцяла: «Коли я виросту і стану авантюристкою, я захищатиму вас», — що стало стимулом для Раусту знову прагнути стати авантюристом. Хоча його талант у магії обмежений лише заклинанням «Зцілення», Рауст через важку працю та тренування став висококласним авантюристом. Він володіє унікальною технікою «збирання ненависті через усмішку» для розумних ворогів. Коли Рауст знаходиться при смерті, у нього на голові виростає ріг, він втрачає розум, але отримує величезну силу.
Нарусена (яп. ナルセーナ, Narusēna)
Сейю: Каорі Маеда
Героїня, новачок серед авантюристів. Бойова майстриня. Має зв'язок із Раустом. Насправді належить до знатного роду Анарестріа. У дитинстві її врятував Рауст, коли на неї напав монстр, і це стало її мотивацією стати авантюристкою. Її волосся раптово змінило колір із золотистого на синій, через що Рауст спочатку не впізнав її. Нарусена має почуття до Раусту. Колір її волосся пов'язаний із легендою про «Сплячу принцесу», яка може зупинити злого дракона, дозволивши йому проковтнути її. Однак, у творі дракона перемагають без використання цієї легенди.
Марґулус (яп. マルグルス, Marugurusu)
Сейю: Шун'ічі Токі
Лідер групи «Меч блискавки». Планував продати Армію в рабство, що призвело до втрати статусу його групи через втручання Зіка.
Саберія (яп. サーベリア, Sāberia)
Сейю: Марі Хашимото
Злодійка з «Меча блискавки», яка допомагала Марґулусу в його злочинах і також втратила статус.
Армія (яп. アーミア, Āmia)
Сейю: Хіна Тачібана
Молода чаклунка з групи «Меч блискавки». Володіє магією без заклинань. Згодом, як і Рауст, була вигнана з групи. Спочатку мала проблеми з упевненістю, але поступово почала змінюватися.
Лара/Лайла (яп. ライラ, Raira)
Сейю: Аяка Асаї
Цілителька, яка приєдналася до «Меча блискавки» після вигнання Раусту. Зізналася у коханні Зіку, але зазнала невдачі.
Амаст (яп. アマースト, Amāsuto)
Сейю: Ріє Хікісака
Працівниця гільдії авантюристів у Маататі. Жадібна до грошей. Після смерті Міста стає начальницею відділення.
Міст (яп. ミスト, Misuto)
Сейю: Хіроші Івасакі
Начальник відділення Маатата. Ельф і майстер втрачених технологій. Останній представник свого виду, який протистояв злому дракону, але зрештою загинув, щоб його перемогти.
Ларма (яп. ラルマ, Raruma)
Сейю: Тамура Юкарі
Маг із прізвиськом «Богиня вогню». Наставниця Раусту та знайома Нарусени.
Роналдо (яп. ロナウド, Ronaudo)
Сейю: Шін-Ічіро Мікі
Майстер меча та наставник Зіка. Знає таємницю рогу Раусту.

## Медіа

### Ранобе
Написаний Кагекіно, роман «Цілитель якого вигнали з групи насправді найсильніший» розпочав серіалізацію на вебсайті для самостійного розміщення романів Shōsetsuka ni Narō 30 травня 2018 року. Згодом він був придбаний видавництвом Futabasha, яке почало публікувати серію з ілюстраціями Како Лантанума під імпринтом M Novels 30 січня 2019 року. Станом на вересень 2024 року вийшло п'ять томів, включно з одним, опублікованим лише в цифровому форматі.
| № | Дата виходу                        | ISBN                   |
| - | ---------------------------------- | ---------------------- |
| 1 | 30 січня 2019                      | ISBN 978-4-575-24148-8 |
| 2 | 28 червня 2019                     | ISBN 978-4-575-24187-7 |
| 3 | 30 січня 2020                      | ISBN 978-4-575-24246-1 |
| 4 | 31 серпня 2020                     | ISBN 978-4-575-24319-2 |
| 5 | 30 вересня 2024 (електронна книга) | —                      |

### Манґа
Адаптація у вигляді манґи, ілюстрована Мівою Нарумі, почала серіалізацію на вебсайті Gaugau Monster від Futabasha 28 лютого 2020 року. Станом на вересень 2024 року глави манґи були зібрані в дев'ять танкобонів.
| № | Дата виходу     | ISBN                   |
| - | --------------- | ---------------------- |
| 1 | 15 червня 2020  | ISBN 978-4-575-41128-7 |
| 2 | 15 грудня 2020  | ISBN 978-4-575-41185-0 |
| 3 | 15 червня 2021  | ISBN 978-4-575-41252-9 |
| 4 | 15 грудня 2021  | ISBN 978-4-575-41335-9 |
| 5 | 15 червня 2022  | ISBN 978-4-575-41441-7 |
| 6 | 28 грудня 2022  | ISBN 978-4-575-41559-9 |
| 7 | 30 червня 2023  | ISBN 978-4-575-41678-7 |
| 8 | 28 грудня 2023  | ISBN 978-4-575-41793-7 |
| 9 | 30 вересня 2024 | ISBN 978-4-575-41980-1 |

### Аніме
Аніме-адаптація серіалу була анонсована 26 січня 2024 року. Її виробництвом займається Studio Elle, режисером виступає Кейсуке Оніші, сценарії пише Курасумі Сунаяма, дизайн персонажів створює Юміко Мізуно, а музику композують Наокі Тані та Тацуя Яно. Серіал транслювався з 6 жовтня до 22 грудня 2024 року в програмному блоці Animazing!!! на всіх філіях ANN, включаючи ABC та TV Asahi. Відкривальна тема — «Saikyō? Saikō! Brave My Heart» (最強？最高！Brave My Heart, «Найсильніший? Найкращий! Відважне серце»), виконана Хіною Тачібаною, а завершальна тема — «Only», виконана Sizuk. Crunchyroll ліцензував серіал для показу. Medialink отримав ліцензію на трансляцію серіалу в Південно-Східній Азії на YouTube-каналі Ani-One Asia.

#### Список серій
| № серії | Назва серії | Режисер(и)                     | Сценарист(и)   | Оригінальна дата показу |
| --- | --- | ------------------------------ | -------------- | ----------------------- |
| 1 | «Зустрічі яка насправді була возз'єднанням» Транслітерація: «Sono Deai, Jitsu wa Saikai ni Tsuki» (яп. その出会い、実は再会につき)                                   | Кейсуке Оніші                  | Кейсуке Оніші  | 6 жовтня 2023           |
| Як дитина, Нарсена втратила свою родину через монстрів, але була врятована ліками Раустом. Нарсена тренувалася як бойова мисткиня і через роки знаходить Рааста, щоб сформувати з ним групу шукачів пригод, хоча він її не впізнає. Секретар гільдії Амірст намагається відмовити її, бо Рауст славиться як поганий цілитель і був вигнаний з групи "Мечі Блискавки" через свою некомпетентність. Незважаючи на це, Нарсена наполягає, що Рауст — єдиний, з ким вона хоче співпрацювати. Рауст пояснює, що лабіринт Мардат-Сіті досі не був покорений, тож його дослідження все ще є гарним способом заробити. Нарсена виявляється відмінним бійцем, як і Рауст, який убиває орка високого рівня лише своїм кинджалом. Амірст певна, що орк опинився на неправильному поверсі, що є знаком того, що в глибині лабіринту відбувається щось важливе. Після отримання плати за орка Рауст розуміє, що "Мечі Блискавки" крали більшу частину його заробітку. Менеджер гільдії Ханзум цікавиться Раустом та Нарсеной. Вони зупиняються в таверні, яку веде Мері разом зі своєю дочкою Шілою. Нарсена розчарована тим, що Рауст її не впізнає. Вона також здивована, чому все місто вважає Рауста безкорисним, коли він явно володіє великими вміннями. | |                                |                |                         |
| 2 | «Вигнання яке насправді стало початком нової подорожі» Транслітерація: «Sono Tsuihō, Jitsu wa Aratanaru Tabidachi ni Tsuki» (яп. その追放、実は新たなる旅立ちにつき) | Юкі Моріта                     | Кейсуке Оніші  | 13 жовтня 2024          |
| Раусту сниться останнє завдання "Мечів Блискавки" — вбивство гідри, яке завершилося невдачею через погану командну роботу та втечу лідера партії Маргулуса. Вони звинуватили Раусту в провалі, вигнали його і розповсюдили чутки про його некомпетентність. Це сталося після загибелі його початкової групи, яка намагалася використати його як живе приманку, але сама була вбита. Після їхньої смерті Рауст врятував Нарсену. Він знайшов людей, які стали його менторами, і здобув нові навички, зрештою потрапивши до "Мечів Блискавки". Він і Нарсена спускаються на глибший рівень лабіринту, де Нарсена показує вміння використовувати прану — тип енергії духу. Щоб вилікувати її травми, Рауст використовує магічний інструмент, який посилює його базове лікування. Нарсена захоплюється кам'яними вежами навколо міста, які, здається, не мають жодної мети, оскільки навіть будівельники, яких найняли для їх зведення, не знали, для чого вони потрібні. Вечоріючи, Нарсена сердиться на себе, що все ще не попросила поділити з Раустом одну кімнату. Маргулус наймає нового цілителя, Ліру, і вирішує повернутися, щоб вбити гідру. Ханзум доповідає тіньовій фігурі про Нарсену, яку називають Сплячою Принцесою. Вона наказує Ханзуму позбутися Раусту. | |                                |                |                         |
| 3 | «Маг який насправді є доброю душею» Транслітерація: «Sono Mahō Tsukai, Jitsu wa Kokoro Yasashiki Hito ni Tsuki» (яп. その魔法使い、実は心優しきひとにつき)           | Масаюкі Еґамі                  | Кон Такаїно    | 20 жовтня 2024          |
| Ліра здивована твердженням Маргулуса, що Рауст відрубав одну з голів гідри, оскільки цілителі зазвичай не є бійцями. Рауст і Нарсена починають заробляти багато грошей, тому Аммерст пропонує орендувати будинок. "Мечі Блискавки" знову не змогли вбити гідру і цього разу зазнали серйозних поранень. Маргулус неохоче визнає, що Рауст насправді був корисний, тому він йде і вимагає, щоб Рауст знову приєднався до них. Однак він зазнає приниження, коли Рауст відмовляється і випадково видає правду про його корисність і недоплату. Все ще рішуче налаштований перемогти гідру, Маргулус імпульсивно наймає Шига, мечника, що має більшу майстерність, ніж він. Чарівниця "Мечів Блискавки" Армія та Ліра підходять до Раусту приватно, щоб попросити його допомоги, адже Маргулус, ймовірно, когось вб’є наступного разу. Вона також вибачається за те, як поводилася з Раустом, оскільки була занадто налякана Маргулусом і Саберією, щоб виступити проти них. Вона надто віддана, щоб піти, а Ліра відчуває надмірну турботу про Армію, щоб залишити її. Ліра підозрює, що Шиг — це хтось, кого вона знає, на ім'я Сіг. Шиг заперечує будь-яке знання про це, тому Ліра вирішує не розкривати його секрет. Рауст і Нарсена повертаються до лабіринту, поки "Мечі Блискавки" знову вирушають за гідрою. | |                                |                |                         |
| 4 | «Порятунок який насправді є прощанням» Транслітерація: «Sono Kyūen, Jitsu wa Ketsubetsu no Tame ni Tsuki» (яп. その救援、実は決別のためにつき)                       | Коічіро Курода                 | Коічіро Курода | 27 жовтня 2024          |
| Нарсена просить полювати на монстрів у найближчих болотах. Тим часом, під час бою з гідрою, Армія отримує поранення, а гідра починає поглинати ману з навколишнього середовища, яку зазвичай можна знайти лише в глибинах лабіринту. Це дозволяє їй еволюціонувати в більш потужну форму. Меч Маргулуса ламається об луски гідри. Рауст раптово з'являється і рятує їх. Ліра вражена, коли Рауст використовує складне лікувальне магічне зілля на Армії, яке Маргулус і Саберія були занадто неосвічені, щоб розпізнати. Гідра вражає Рауста, і він втрачає свідомість, але активує ненормальну силу і відрубує голови гідри, вбиваючи її. Маргулус намагається несправедливо розподілити нагороду і навіть пропонує продати Армію розпусному дворянину, якого він знає. Шиг розкриває, що він насправді — Сіг, авантюрист з Королівського міського гільдії, і використовуючи свої повноваження, він вирішує вигнати Маргулуса і Саберію з гільдії та посадити їх до в'язниці за незаконне рабство. Рауст просить помилування, тому Сіг вирішує, що Маргулус і Саберія можуть залишитися авантюристами, але під набагато більш суворим наглядом, і їм ніколи більше не можна буде ступити на землю Мардат-Сіті. Сіг вирішує залишитися в Мардаті на деякий час, щоб стежити за дивними подіями з лабіринтом і його монстрами, особливо за Раустом. Щоб зберегти вигляд, Сіг формує групу з Ліри та Армії. | |                                |                |                         |
| 5 | «Втручання яке насправді є причиною для занепокоєння» Транслітерація: «Sono Osekkai, Jitsu wa Fuan no Tane ni Tsuki» (яп. そのおせっかい、実は不安の種につき)        | Йошіхіро Морі                  | Йошіхіро Морі  | 3 листопада 2024        |
| Марнелл, ще один лідер групи, вибачається перед Раустом від імені всіх авантюристів Мардат-Сіті, оскільки вони всі знали, яким насправді був Маргулус. Продаючи магічний камінь гідри, Амхерст розкриває, що через еволюцію цей камінь став набагато ціннішим. Еволюція гідри також є додатковим доказом того, що в лабіринті відбувається щось незвичайне. Ханзум вирішує ігнорувати це і навіть погрожує Раусту. Амхерст розчарований Ханзумом, який керує гільдією від імені майстра гільдії Міста, який, як говорять, настільки старий, що вже не залишає свою кімнату. Рауст вирішує вирушити з Нарсеной на квест, щоб вбити Фенікса разом з Сігом, Лірою та Армією. Нарсена стикається з Ралмою, авантюристкою, яку відправив її батько, щоб стежити за нею. Випадково Ралма також була колишньою наставницею Рауста. Нарсена боїться, що Ралма розкаже Раусту правду: що вона стежила за Раустом і коли Блейдс оф Лайтнінг вигнали його, вона втекла з дому, щоб зустрітися з ним. На щастя, Ралма не вбачає причин для переживань і погоджується, що Нарсена може продовжити свої пригоди. Наодинці вона каже Нарсені, що Рауст став зовсім іншою людиною, ніж раніше, і вважає, що він змінився завдяки Нарсеній. Нарсена і Рауст вирушають у свій квест. Ралма починає свою справжню роботу в Мардаті, розслідуючи Міста. | |                                |                |                         |
| 6 | «Пригода яка насправді є початком відновлення» Транслітерація: «Sono Kuesuto, Jitsu wa Saiki no Itoguchi ni Tsuki» (яп. そのクエスト、実は再起の糸口につき)          | Наойоші Кусака                 | Доджаґен       | 10 листопада 2024       |
| У лабіринті Рауст пояснює, що Фенікс блокує шлях до ще не дослідженої території, яка, ймовірно, сповнена скарбів, що їх ніхто не грабував. На жаль, Фенікс зависає біля стелі. Ралма вимагає побачити Міста, але з нею спілкується Ханзум. Ралма вимагає інформацію про кам'яну вежу, авантюристів, яких Ханзум найняв, і які мало чим кращі за бандитів, а також про його звичку виганяти справжніх авантюристів. Ралма вважає, що Ханзум готується до Лабіринтної Буйності, хоча Ханзум заперечує свою обізнаність у цьому. Як і гідра, Фенікс починає поглинати ману з навколишнього середовища і еволюціонує. Рауст у розпачі, оскільки еволюція вже є рідкісним явищем, а еволюція двох монстрів протягом кількох днів — це нечувано. Ралма досліджує вежу і знаходить у ній дивні магічні властивості. Армія ранить Фенікса, використовуючи лід, що збиває його на землю, де Нарсена та Рауст убивають його. Ліра та Сіг розчаровані тим, що Рауст не використав свої незвичайні сили, що викликає у них підозри. Того вечора Ралма п'яніє і розповідає всім, що Нарсена є дочкою графа Анастрії. Це дає Раусту зрозуміти, що саме та дівчина, яку він врятував. Ханзум доповідає Місту про еволюцію Фенікса та Ралму. Міст здається задоволеним цією новиною, розкриваючи, що Ралма колись була його ученицею. | |                                |                |                         |
| 7 | «Перехрестя шляхів яке насправді стало доленосною зустріччю» Транслітерація: «Sono Surechigai, Jitsu wa Meguriai ni Tsuki» (яп. そのすれ違い、実は巡り逢いにつき)    | Масаюкі Еґамі                  | Ройден Шімадзу | 17 листопада 2024       |
| Нарсена шокована, коли вони продають магічний камінь еволюційованого Фенікса за таку велику суму грошей, що Аммерсту доводиться використовувати золоті монети. Нарсена сподівається купити будинок для себе та Раусту. На жаль, Рауст наполягає на тому, щоб гроші заощаджувались. Крім того, оскільки вони тепер у групі Сіга, вони не можуть приймати великі рішення, які стосуються тільки їх самих. Нарсена ділиться з Лірою своїм розчаруванням через відмову Раусту від будинку, хоча Ліра впевнена, що Рауст просто погано виявляє свої почуття. Рауст ділиться з Сігом, і той підозрює, що Рауст має почуття до Нарсени. В свою чергу, Нарсена та Рауст розуміють, що Ліра і Сіг закохані один в одного. Аммерст досліджує Нарсену заради Раусту і дізнається, що граф Анастрія заборонив їй бути авантюристкою, але одного дня Нарсена прокинулася з магічно зміненою синьою волоссям, і граф раптом дозволив їй стати авантюристкою. Нарсена переконує Ліру визнати свої почуття до Сіга. Сіг просить трохи часу, щоб подумати, що Ліра вважає хорошим знаком. Рауст просить Нарсену супроводжувати його наступного дня для чогось важливого. Тим часом оповідач розважає дітей легендою про злого дракона, що спить у лабіринті. Кожні 200 років він прокидається і б'ється з героєм, перш ніж бути переможеним Сплячою Принцесою — жінкою з синім волоссям, яка повинна пожертвувати собою, щоб покласти дракона назад у сон на ще 200 років. Це вказує на те, що Нарсена є наступним втіленням Сплячої Принцеси. | |                                |                |                         |
| 8 | «Чоловік який насправді є старим другом» Транслітерація: «Sono Otoko, Jitsu wa Mukashinajimi ni Tsuki» (яп. その男、実は昔なじみにつき)                              | Юкі Моріта                     | Кон Такаїно    | 24 листопада 2024       |
| У лабіринті група стикається з орками, тож вони жертвують своїм наймолодшим учасником, Кітом. Нарсена стурбована в очікуванні, коли Рауст заговорить з нею. Кит з’являється серйозно пораненим, тож Рауст виголошує указ про вигнання групи Кіта. Ханзум розлючений, що Рауст не дозволив лідерам гільдії вирішити ситуацію. Інші авантюристи сперечаються, що якби Ханзум дійсно виконував свої обов'язки, зловживання лабіринтними сиротами не відбувались би. Ханзум пояснює Раусту, що неможливо ефективно захистити сиріт, оскільки пригодницька діяльність небезпечна, а некомпетентні завжди гинуть. На здивування, він показує шрам на руці, що змушує Раусту зрозуміти, що Ханзум — це Ногзем, сирота з першої групи Раусту багато років тому. Коли група натрапила на гоблінів, Рауст і Ногзем були принесені в жертву, але змогли втекти, поки гобліни вбивали інших учасників. Згодом Ногзем змінив ім'я, ставши підлеглим Міста. Він знову попереджає Раусту покинути місто і забрати з собою Нарсену. Аммерст пояснює Раусту, що багато співробітників незадоволені Містом та Ханзумом, тому просить його почати виправляти ситуацію таємно, починаючи з вигнання більшості кримінальних авантюристів та знищення монстрів на головній дорозі. Сіг і Нарсена починають тренувати сиріт. До Міста приходить лист від королівського прем'єр-міністра, що підкреслює важливість нагляду за Нарсеною. Ханзум здивований, поки Міст не пояснює йому історію про злого дракона та роль Нарсени як Сплячої Принцеси.   | |                                |                |                         |
| 9 | «Майстр який насправді є учнем» Транслітерація: «Sono Shishō, Jitsu wa Deshi ni Tsuki» (яп. その師匠、実は弟子につき)                                                | Коічіро Курода                 | Коічіро Курода | 1 грудня 2024           |
| Під час землетрусу в районі гоблінські війська проникають до Мардату. Вони були знищені Раустом і його групою, але всі шоковані, коли виявляють, що гобліни говорять людською мовою. Згодом з лабіринту з'являється ще більша армія гоблінів, що спричиняє хаос у Мардаті. Ханзум дозволяє авансом виплачувати винагороди, але багато авантюристів забирають гроші і тікають. Рауст розуміє, що Ханзум готувався до цього протягом кількох місяців. Аммерст пояснює, що вони переживають Лабіринтове Повстання — явище, коли через надмірну кількість мани лабіринт починає виробляти занадто багато монстрів, щоб позбутися цієї енергії, і ці монстри вилазять з лабіринту і нападають на міста. За наполяганням Ралми, Рауст організовує оборону Мардату за допомогою залишкових авантюристів і громадян міста. Під час бою до них приєднується Рональдо, високорівневий авантюрист, який колись навчав Нарціну, Раусту і навіть Сіга мистецтву володіння мечем. З'являється Ханзум і забирає Ралму, Раусту та Нарсену, щоб вони побачили Міста особисто. Там виявляється, що Міст був колишнім учителем Ралми і є останнім відомим живим ельфом. | |                                |                |                         |
| 10 | «Магістр який насправді є дволиким брехуном» Транслітерація: «Sono Majutsu-shi, Jitsu wa Kuwasemono ni Tsuki» (яп. その魔術師、実は食わせ者につき)                   | Йошіхіро Морі                  | Йошіхіро Морі  | 8 грудня 2024           |
| Міст виявляється 600 років старим і найбільшим магістром серед живих. Він зізнається, що наказав Ханзуму вигнати хороших авантюристів з Мардату та замінити їх поганими, щоб під час Повстання тільки вони загинули. Це рішення він ухвалив, оскільки один з впливових людей у Королівській столиці, який контролює всі гільдії в країні, наказав йому приховати Повстання, щоб не викликати паніку в усьому королівстві. Міст також розкриває, що кам’яні вежі навколо міста були створені для того, щоб працювати за допомогою вогняної магії Ралми. В обмін на це Міст і Ханзум планують телепортуватися в лабіринт і вбити майстра лабіринту, що припинить потік мани, що живить Повстання. Ралма погоджується, хоча ця спроба, ймовірно, коштуватиме їй життя, але попереджає Раусту, щоб той не довіряв Місту. Активуючи вежі, Мардат оточують бар'єром, через який монстри не можуть пройти. Оскільки пошкодження бар'єра прискорить смерть Ралми, Рауст і його друзі вирішують залишити бар'єр і вбивати якнайбільше монстрів. Рональдо бореться з Ґрифоном, а Рауст і решта вбивають Фенріра. Рауст впевнений, що бар'єр витримає, але перемога все одно залежить від того, чи зможе Міст здолати Майстра Лабіринту. Раптом з порталу з’являється Ханзум і зникає з Нарсеною. | |                                |                |                         |
| 11 | «Повстання яке є початком руйнування» Транслітерація: «Sono Bōsō, Jitsu wa Hakai no Hajimari ni Tsuki» (яп. の暴走、実は破壊のはじまりにつき)                        | Шигекі Аваї                    | Коїчі Охата    | 15 грудня 2024          |
| Рональдо пояснює, що для повного пробудження дракон повинен з’їсти Нарсену. Міст пояснює те саме Нарсені, додавши, що рішення пожертвувати нею прийшло від чоловіка, який контролює всі гільдії — Королівського канцлера. Однак навіть це частина змови канцлера, щоб захопити владу, прикриваючись придушенням Повстання. Рауст і його друзі вирішують штурмувати лабіринт і врятувати Нарсену. Міст телепортує Ханзума і Нарсену прямо на найнижчий поверх, а Рауст і решта йдуть довгим шляхом і врешті наздоганяють їх. Міст захищає свої рішення і пояснює, що дракон насправді спить в іншому вимірі; завдання Майстра Лабіринту — збирати ману для дракона, щоб він міг прокинутися. Якщо вони переможуть Майстра, Повстання припиниться, і дракон повинен буде чекати ще 200 років, щоб прокинутися в іншому лабіринті. Разом вони борються з Майстром, який помирає дуже швидко. Вони заплутуються, поки аспект дракона не з’являється і не пронизує Ханзума, погрожуючи вбити його, якщо Міст не пожертвує своєю маною, щоб допомогти дракону повернутися. Міст вибирає дозволити Ханзуму померти, але його вагання дозволяє дракону захопити його тіло. Потрібна ще більше мани, тому володієний драконом Міст телепортується на поверхню і починає руйнувати бар’єр Ралми. Рауст і інші використовують портал Ханзума, щоб слідувати за ним на поверхню. | |                                |                |                         |
| 12 | «Висновок який є початком нової подорожі» Транслітерація: «Sono Ketsumatsu, Jitsu wa Aratana Tabi no Hajimari ni Tsuki» (яп. その結末、実は新たな旅のはじまりにつき) | Кейсукэ Онісі та Масаюкі Еґамі | Кейсукэ Онісі  | 22 грудня 2024          |
| Дракон-Міст починає викликати ще більше монстрів. Щоб зняти тиск з Ралми, авантюристи вступають у бій з новими монстрами, що атакують бар'єр. Рауст і інші атакують Дракона-Міста, але Рауст пронизує спис і Ліра намагається його вилікувати. Ханзум закликає Нарсену бігти до Раусту, адже це може бути останній раз, коли вона його бачить живим. Нарсена вибирає дозволити Дракону-Місту з’їсти її. Попри поранення, Рауст активує свою силу, лякаючи Дракона-Міста, оскільки ця сила не є ні людською, ні божественною. Рауст нападає на Дракона-Міста в дикій люті, і його друзі переживають, що якщо він не візьме себе в руки, то не зможе зупинитись. Нарсена кидається перед ним, і Рауст інстинктивно зупиняється та повертається до нормального стану. Міст відновлює контроль над собою, щоб запобігти втечі Дракона-Міста, і, попри біль, Рауст і Нарсена разом вражають його. Оволодіння драконом руйнується, і він повертається до сну. Ханзум встигає попрощатись з Містом перед його смертю. Ралма залишається живою. Тим часом Канцлер зацікавлюється Раустом, розмірковуючи, чи може він стати наступним героєм. Ханзум йде на пенсію і призначає Амхерст новим Гільдійним Майстром. Не знаючи, коли дракон знову прокинеться, Рауст вирішує знайти наступного героя і запрошує Нарсену приєднатися до нього, на що вона охоче погоджується. Вони вирушають наступного ранку таємно, але їхні друзі таємно спостерігають за ними, впевнені, що вони всі зустрінуться знову в іншому лабіринті.            | |                                |                |                         |